# Andrzej Szczepanowski
Andrzej Szczepanowski herbu Korwin – cześnik sandomierski w latach 1787–1793, łowczy sandomierski w latach 1786–1787, wojski większy sandomierski w latach 1784–1786, miecznik sandomierski w latach 1783–1784, wojski mniejszy sandomierski w latach 1781–1783, konsyliarz konfederacji targowickiej z powiatu sandomierskiego.